# Kaktusväxter
Kaktusväxter (Cactaceae) är en suckulent växtfamilj med vanligtvis taggiga fröväxter som mer formellt även benämns kaktusar eller kaktéer. Det finns mellan 1 500 och 2 000 olika arter av kaktusväxter, även om det direkta antalet varierar beroende på vem som tillfrågas. Vissa fältstudier av dessa växter är mycket svåra, vilket beror på att de är svårtillgängliga samt växer i ogästvänlig terräng. International Cactaceae Systematics Group arbetar för att samordna studierna av kaktusväxter, samt strävar efter att få en gemensam klassificering av denna familj.

## Egenskaper och växtsätt
Alla kaktusliknande växter med taggar behöver inte vara kaktusar. Anledningen till att de ändå ser ut på samma sätt är att de växer i samma miljö. Exempel på en sådan växt, som inte är en kaktus i egentlig mening, är Euphorbia trigona eller High Chaparral som den även kallas. En liten kudde gör hela skillnaden. Det är den som skiljer en kaktus från en annan suckulent växt. Kaktusen har sina taggar samlade på små kuddar, så kallade areoler. Även blommor och nya skott utvecklas ur areolerna.
Taggarna på kaktusar ger skydd mot betande djur och skugga mot solen, men samlar också upp den fukt som morgondagg och annan väta kan ge i torra ökenlandskap. Fukten droppar sedan från taggarnas spetsar och rätt ner till rötterna.
Taggarna kan se ut på många olika sätt. Djävulstungan (Ferocactus latispinus) har åtskilliga centimeterlånga taggar färgade i rött eller svart, opuntior har små hullingförsedda borst (glochider). Hos andra arter kan taggarna ha omvandlats till långt silvervitt hår. Hur de ser ut beror på vilket klimat som råder på växtplatsen; extrema förhållanden ger extrema växter.
En kaktus är ofta veckad i längsgående åsar, vilket ökar möjligheten för växten att svälla om det är god tillgång på vatten och att krympa ihop vid svår torka. Kaktusen lagrar alltid vatten i stammen, som kan ha olika former. Vanligast är pelarformer, som till exempel cereus-arter och saguarokaktus (Carnegiea gigantea) och de runda som hos svärmorskudde (Echinocactus grusonii). 
Flertalet kaktusar som växer epifytiskt har stammar som är tillplattade och faktiskt ser ut som blad.
Rent generellt så kommer de högresta stamkaktusarna från ökenlandskap, medan de kaktusar som har platta, bladliknande stammar kommer från skogar med fuktigt klimat. Ökenväxande kaktusar har möjlighet att stänga till sina porer för att minska avdunstningen vid långvarig torka. Deras rotsystem slutar då leta efter vatten, och tillväxten avstannar. Epifytiska kaktusar utvecklar ofta luftrötter. De djungelväxande kaktusarnas stammar är brett tillplattade för att kunna absorbera så mycket ljus som möjligt.
De flesta kaktusar saknar i regel blad, men undantag finns i exempelvis släktet Pereskia. Dess blommor är ofta väldoftande, färggranna och de har många hylleblad. 
De kan vara vita, gröngula, gula, orange, röda, vinröda, lila eller rosa. Rent blå pigment förekommer endast hos arten Disocactus amazonicus. Blommorna pollineras med hjälp av djur och insekter, till exempel fladdermöss och bin, som är på jakt efter blommans nektar. När blomman pollinerats bildas frukter med frön i som sedan äts upp av olika djur som på så sätt sprider fröerna. Kaktusen kommer ursprungligen från Amerikas varmare delar.

## Evolution
Kaktusfamiljen utvecklades för 30 till 40 miljoner år sedan. Deras utveckling skedde endast i Amerika. Den mest unikt evolutionära egenskap som kaktusarna utvecklade var areoler, ett sätt att klara av klimatskillnader. 
Relativt sent, historiskt sett, har kaktusar spridit sig över Atlanten. Korallkaktus (Rhipsalis baccifera) förekommer, förutom i tropiska Amerika, även i Afrika, på Madagaskar, Seychellerna, Mauritius, Réunion och Sri Lanka.

## Historia
Till Europa kom de första kaktusarna och suckulenterna med de stora expeditioner som hade till uppgift att hitta nya handelsvägar till och från Indien under slutet av 1400-talet. Vasco da Gama fann haworthior i Sydafrikas Kapland, och i Calcutta hittade han törlar. Christopher Columbus har fått äran av att vara den första som tog en kaktus till Europa. Från Västindien tog han med sig både melonkaktusar och opuntior. Växterna presenterade han för Spaniens drottning Isabella.

## Etymologi
Ordet kaktus kommer från grekiskans káktos som syftar på en tistelart. Namnet överfördes till latin som cactus. I denna form använder Plinius ordet för att benämna kronärtskockan. I den moderna betydelsen finns exempel på engelska Cactus från 1607. Ordet är känt i Sverige sedan 1786.

## Klassificering
Kaktusar är i vissa avseenden svårare att studera än andra växter då de oftast växer på ogästvänliga och svårtillgängliga platser. Över 15 000 vetenskapliga namn gällande kaktusar har blivit publicerade, men de flesta av dem gäller inte längre. Hybrider och annan problematik har ytterligare försvårat då kaktusar skall klassificeras.
Indelning i underfamiljer och tribus för familjen kaktusväxter.
- Pereskioideae
- Opuntioideae
  - Austrocylindropuntieae
  - Cylindropuntieae
  - Opuntieae
  - Pterocacteae
  - Tephrocacteae
- Cactoideae
  - Browningieae
  - Cacteae
  - Calymmantheae
  - Cereeae
  - Hylocereeae
  - Notocacteae
  - Pachycereeae
  - Rhipsalideae
  - Trichocereeae
- Maihuenioideae

### Släkten
Se även lista över kaktusarnas släkten.
Följande listas som ingående släkten i familjen:

- Aztek-kaktussläktet (Aztekium)
- Bergkaktussläktet (Oreocereus)
- Bladkaktussläktet (Epiphyllum)
- Bladkaktushybrider (×Disophyllum med flera)
- Blåbärskaktussläktet (Myrtillocactus)
- Brokkaktussläktet (Thelocactus)
- Cylinderopuntiasläktet (Cylindropuntia)
- Dimkaktussläktet (Pygmaeocereus)
- Djävulstungesläktet (Ferocactus)
- Fladdermuskaktussläktet (Weberocereus)
- Geohintoniakaktussläktet (Geohintonia)
- Giftkaktussläktet (Lophophora)
- Gubbhuvudssläktet (Cephalocereus)
- Guldtaggskaktussläktet (Bergerocactus)
- Hatiorasläktet (Hatiora)
- Igelkottskaktussläktet (Echinocactus)
- Klockkaktussläktet (Corryocactus)
- Klotkaktussläktet (Gymnocalycium)
- Knappkaktussläktet (Epithelantha)
- Kopalkaktussläktet (Strombocactus)
- Kranskaktussläktet (Rebutia)
- Krusbärspelarkaktussläktet(Pachycereus)
- Kägelkaktussläktet (Echinocereus)
- Ledkaktussläktet (Tephrocactus)
- Lilleputtkaktussläktet (Blossfeldia)
- Lövopuntiasläktet (Brasiliopuntia)
- Melonkaktussläktet (Melocactus)
- Myrkottskaktussläktet (Ariocarpus)
- Nattkaktussläktet (Selenicereus)
- Nattklotkaktussläktet (Discocactus)
- Opuntiasläktet (Opuntia)
- Orgelkaktussläktet (Stenocereus)
- Pelarkaktussläktet (Cereus)
- Pendelkaktussläktet (Rhipsalis)
- Pitahayasläktet (Hylocereus)
- Prickkaktussläktet (Astrophytum)
- Pysslingkaktussläktet (Frailea)
- Randkaktussläktet (Copiapoa)
- Rävsvanskaktussläktet (Denmoza)
- Rörkaktussläktet (Cleistocactus)
- Saguarokaktussläktet (Carnegeia)
- Skrynkelkaktussläktet (Stenocactus)
- Skårkaktussläktet (Coryphantha)
- Småkaktussläktet (Turbinicarpus)
- Snårpelarkaktussläktet (Acanthocereus)
- Solkaktussläktet (Disocactus)
- Stjärnkaktussläktet (Harrisia)
- Sydkaktussläktet (Parodia)
- Sylopuntiasläktet (Austrocylindropuntia)
- Tallkottskaktussläktet (Obregonia)
- Toppkaktussläktet (Matucana)
- Trattkaktussläktet (Eriosyce)
- Trädkaktussläktet (Pereskia)
- Tuvkaktussläktet (Mila)
- Tuvopuntiasläktet (Maihueniopsis)
- Ullkaktussläktet (Espostoa)
- Sjöborrekaktussläktet (Echinopsis)
- Ulltofskaktussläktet (Eulychnia)
- Vårtkaktussläktet (Mammillaria)

## Etnobotanik

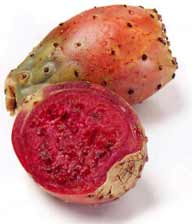
Frukter av fikonkaktus (Opuntia ficus-indica)

Människans användande av kaktusen som föda, redskap, material och annat sträcker sig långt tillbaka i tiden. För cirka 40 000 år sedan migrerade människan från Asien till det västra halvklotet, och man möttes där av helt andra växter och djur än vad man var van vid. När dessa människor, eller dess avkommor, senare flyttade allt längre österut, och därmed även söderut, så kom de till mer ogästvänliga områden. Där kom de för första gången i kontakt med kaktusar, och förmodligen fann de efter en tid att det gick att använda dem på olika sätt. De lärde sig att vissa kaktusar till och med är ätbara, åtminstone dess frukter. Men kaktusen har även under mycket lång tid haft en stor betydelse inom religiösa ritualer samt som medicinalväxt.
Det finns även ett musikinstrument, regnpinne, som tillverkas av en kaktus.

## Bevarande av kaktusarter

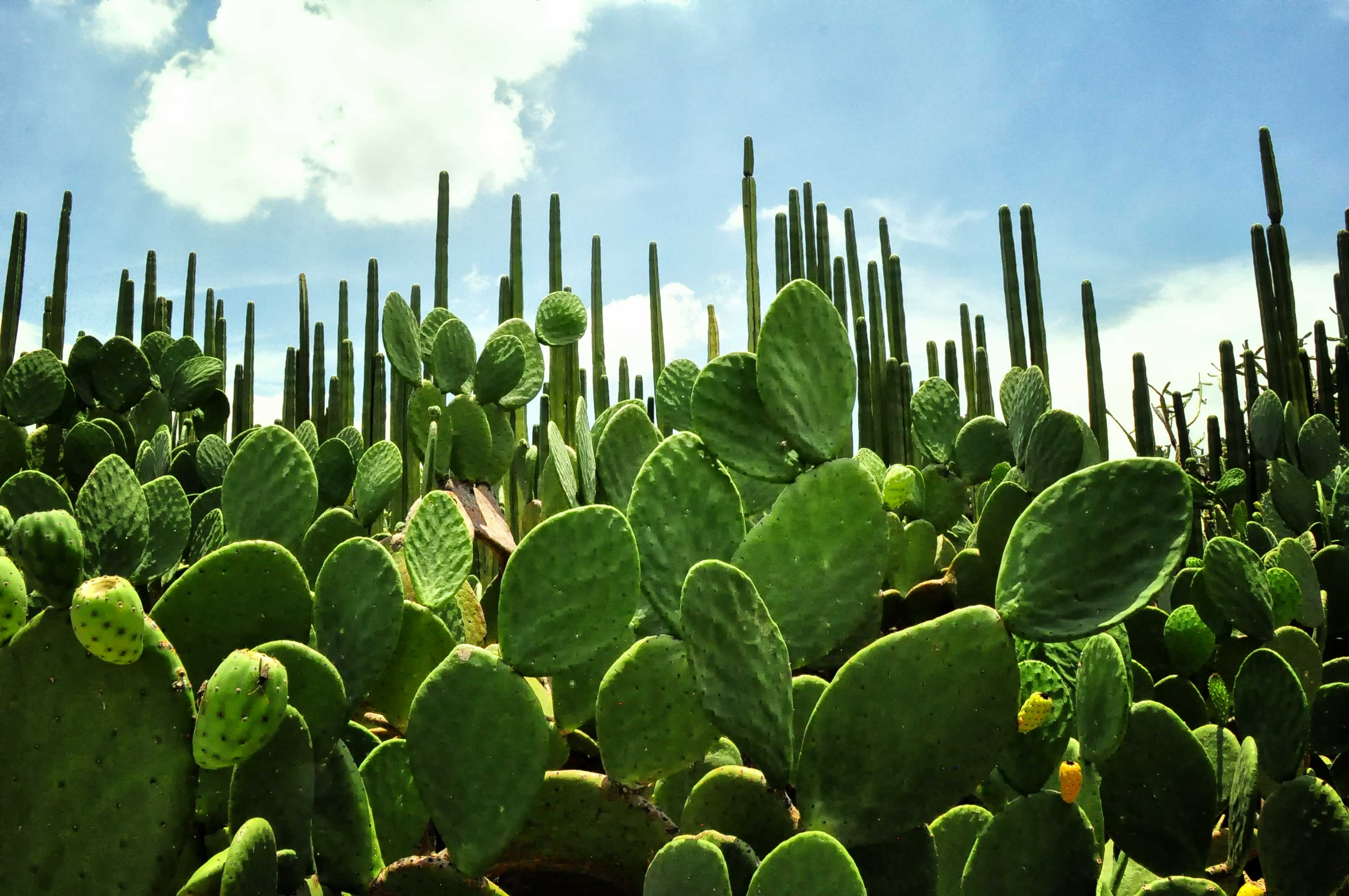
Kaktusfält i Oaxaca de Juárez i Mexiko.

Många kaktusarter har påverkats av människan, dels på grund av ekonomisk vinning vid insamling, men även på grund av byggnation av vägar, städer och dammar. I vissa fall har hela populationer av vissa arter helt utrotats.
Alla arter i kaktusfamiljen är idag skyddade av CITES och får inte transporteras mellan länder utan tillstånd, med undantag av transporter inom EU.

## Odling

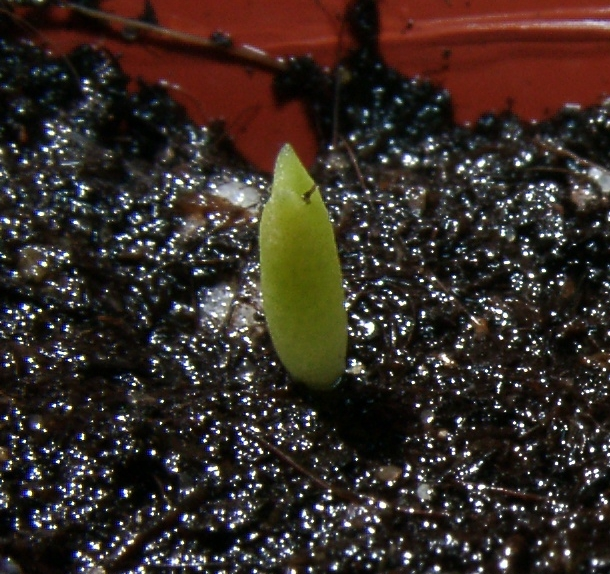
Bockhornskaktus (Astrophytum capricorne), 5mm hög, två dagar efter att fröet grott och sex dagar efter sådd.

Många kaktusar och andra suckulenter är mycket lämpliga som krukväxter, antingen på soliga fönsterbräden, eller för en del mera skuggälskande arter, i fönster mot norr. Emellertid, då plantorna bara får ljus på en sida, vilket ju trots allt är ganska onaturligt, lönar det sig att vända dem 180° en eller två gånger i veckan. Naturligtvis kommer de inte i normala bostadsmiljöer att växa under samma varma förhållanden som är vanligt i ett växthus eller ett orangeri, så vattenbehovet blir mindre. Å andra sidan kommer det troligen att under vintern vara varmare än i växthuset och därför kräver de lite vatten då för att inte skrumpna ihop helt. Många av de äkta kaktusarna blommar inte om de inte får vila under vintermånaderna i tillräckligt låg temperatur, men denna högre vintertemperatur kan vara fördelaktig för andra suckulenta växter. Om odlaren inte har fönsterbräden som räcker till så finns det speciell blombelysning att köpa.

### Jord
Även om en kaktusodlare kan köpa plastpåsar fyllda med kompostjord ämnad för kaktusar, är det inte alltid att rekommendera. Sådana färdiga jordblandningar är ganska opålitliga. I regel är det bättre att köpa ingredienserna och blanda själv. Det blir i längden också mycket billigare. En del böcker ger intryck av att kraven på jord skiljer sig från ett släkte till ett annat. Det stämmer inte. De allra flesta kaktusarter växer bra i samma blandning.
En mycket välförmultnad lövjord, av bok- eller eklöv eller en blandning av de två, utgör ena halvan av en idealisk, enkel jordblandning. Den andra är vältvättad, grov sand som inte blir hård när den torkar. Så kallad akvariesand är ett alternativ. Om en blandning med lika delar lövjord och sand används, kommer plantorna att växa utomordentligt bra. En bra sållad lera, det vill säga en som inte blir hård när den torkar, kan blandas i, men det är inte nödvändigt.
Alternativet till lövjorden är torv. Det finns många slags torv och det är inte alltid de är lämpliga att använda till kaktusar. Under normala växthusförhållanden ska de flesta kaktusar lämnas torra under vintersäsongen och en jordblandning med fel sorts torv i kan vara mycket svår att få fuktig igen när plantorna vattnas för första gången under  våren. Torv av starr har egenskaper som mycket liknar en välförmultnad lövjord. Om torv används krävs det dessutom en viss tillförsel av näring, eftersom näringsvärdet i torven är mycket mindre än i lövjorden. De grundläggande ingredienserna för att göra sin egen blandning finns hos de företag som specialiserat sig på trädgårdsredskap, fröer och gödningsmedel.

### Odlingskärl
Det är ytterst viktigt att odla kaktusar i krukor som har dräneringshål, annars händer det lätt att växterna får för mycket vatten. Detta är anledningen till att plantor i flaskor, glaskulor och skålar med mera, måste vattnas med stor noggrannhet och försiktighet. Numera finns det mycket fler plastkrukor än lerkrukor i handeln, av den anledningen att plastkrukor är mycket billigare, både att tillverka och transportera. Men det finns också nackdelar med plastkrukor. En del blir mycket sköra efter ett år eller två i växthus. De flesta av de mer lättodlade kaktusarna och andra suckulenter växer lika bra i plast- som i lerkrukor, men det finns några av de arter som växer mycket långsamt som växer bättre i lerkrukor. En lerkruka är porös, vilket leder till att vatten leds bort från plantan, inte bara genom dräneringshålet i botten och genom avdunstning från jordytan, utan också genom den porösa leran i krukan. Hos en plastkruka är det senare omöjligt. Valet av kruka kan vara den faktor som avgör om en långsamt växande planta överlever i stället för att ruttna.

### Bevattning

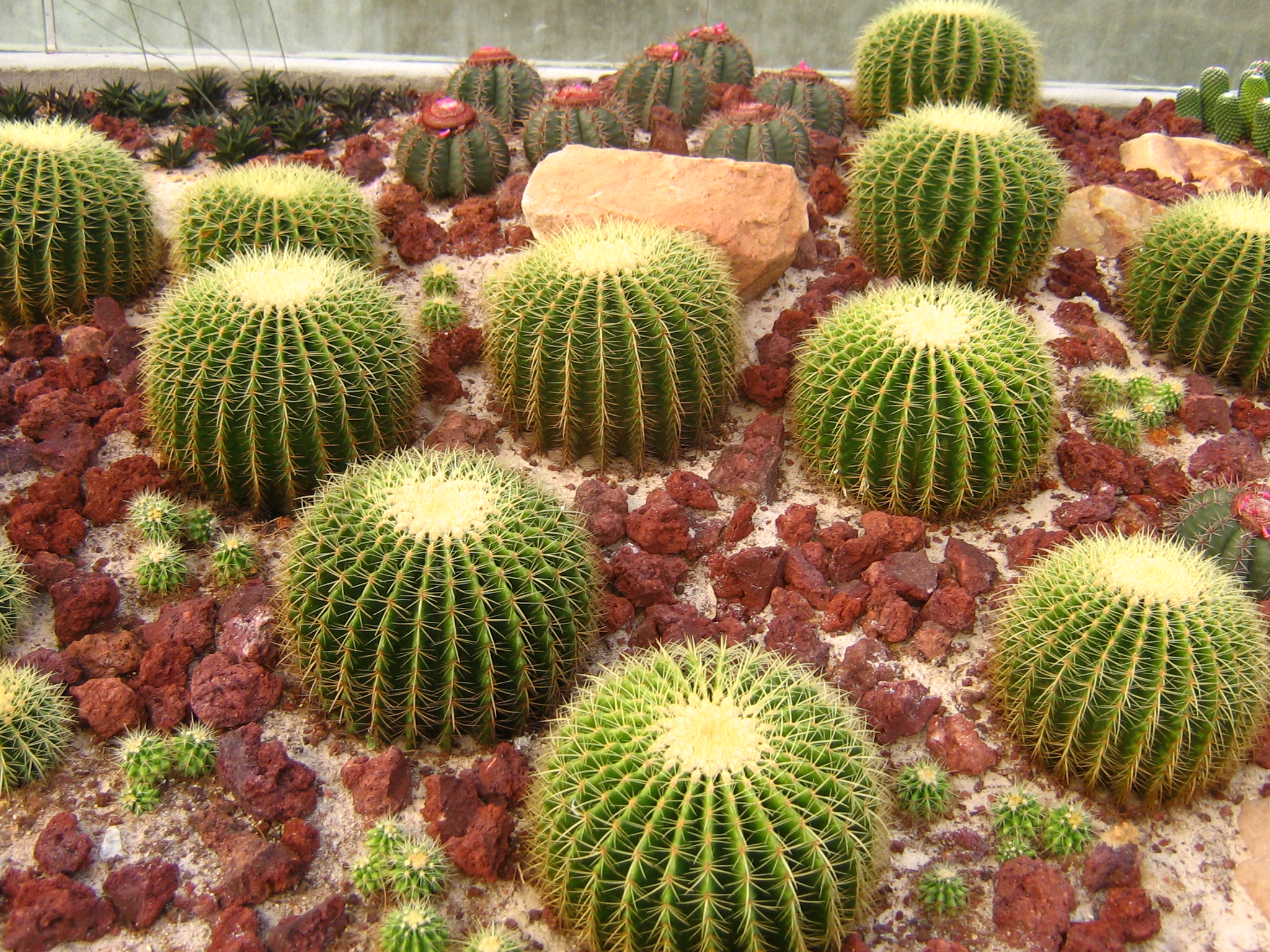
Kaktusar i den botaniska trädgården i Singapore.

Den svåraste delen av kaktusodling är just bevattningen. Genom att prova sig fram kan man få den erfarenhet som krävs för att kunna hantera bevattningen. Under normala växthusförhållanden med plantor odlade i en bra jordblandning och i lerkrukor kräver de flesta plantor vatten var 7:e till 10:e dag vår och höst samt var 4:e till 5:e dag under sommaren. Om plantorna odlas i plastkrukor ökas uppehållen mellan vattningarna med två dagar.
Under växtperioden är det bäst att vattna plantorna precis när jordblandningen är nästan alldeles torr. Vid tvekan, vänta med vattningen ytterligare en dag eller två. 
Det bästa, och egentligen det enda, sättet att vattna dessa växter på, är att duscha ovanifrån, med hjälp av en stril på trädgårdsslangen eller på vattenkannan. Det första är att föredra då vattentrycket är högre, och detta hjälper till att hålla kaktusplantorna rena. Tanken att det aldrig får komma vatten på växtkroppen hos dessa plantor i odling är alldeles fel. Det enda tänkbara undantaget från detta råd är att i områden med mycket hårt vatten kan det uppstå vita kalkavlagringar, inte bara på krukorna och jorden utan också på plantorna. I sådana fall är det en god idé att skaffa en avhärdningsanordning eller att samla friskt regnvatten och använda en elektrisk pump för att kunna duscha plantorna med tillräckligt högt tryck.